# Tjurhoppning

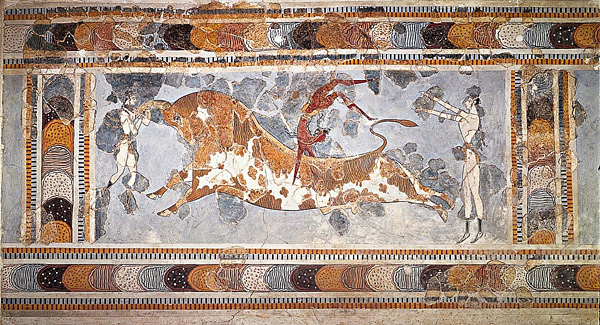
Fresco av tjurhoppning från Knossos, Kreta

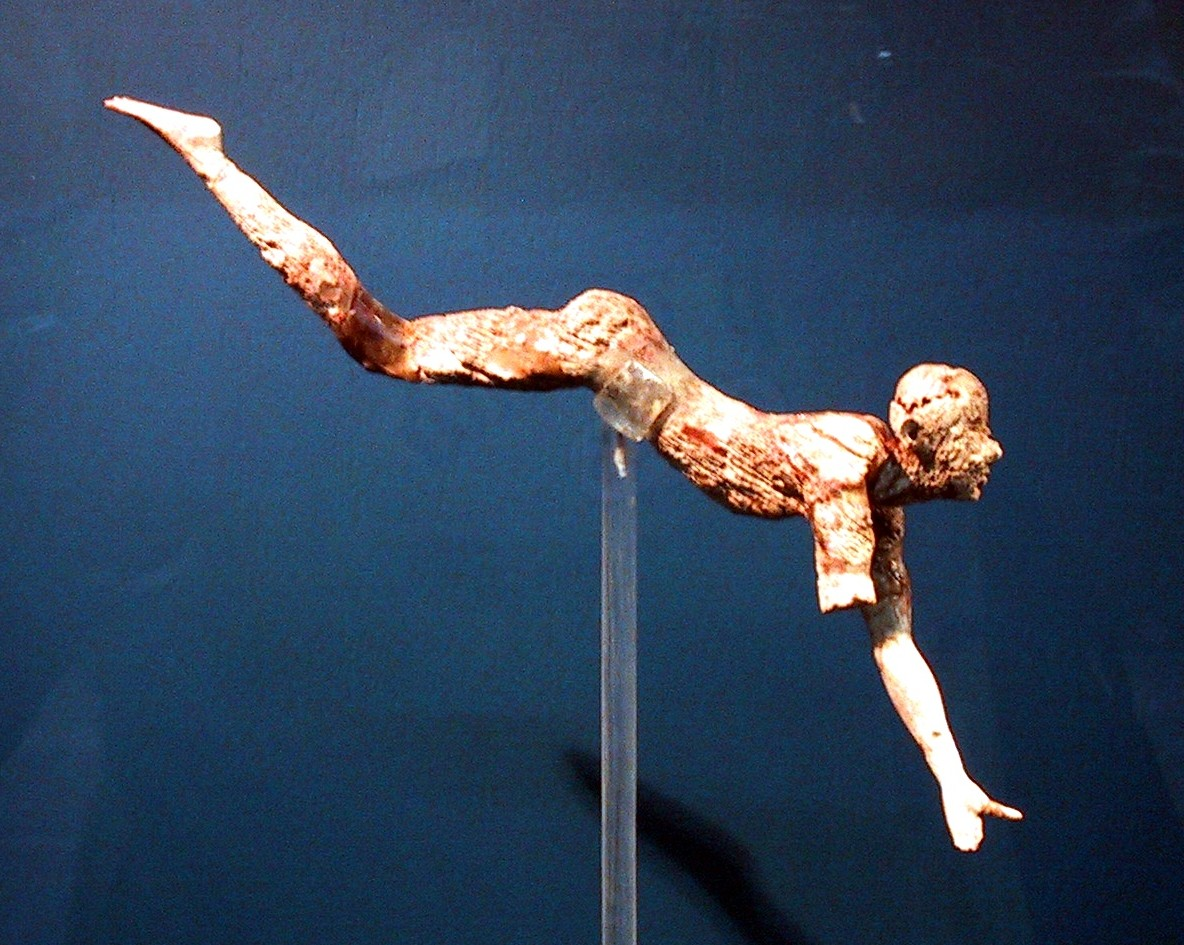
Statyn Tjurhopparen, från Knossos, Kreta.

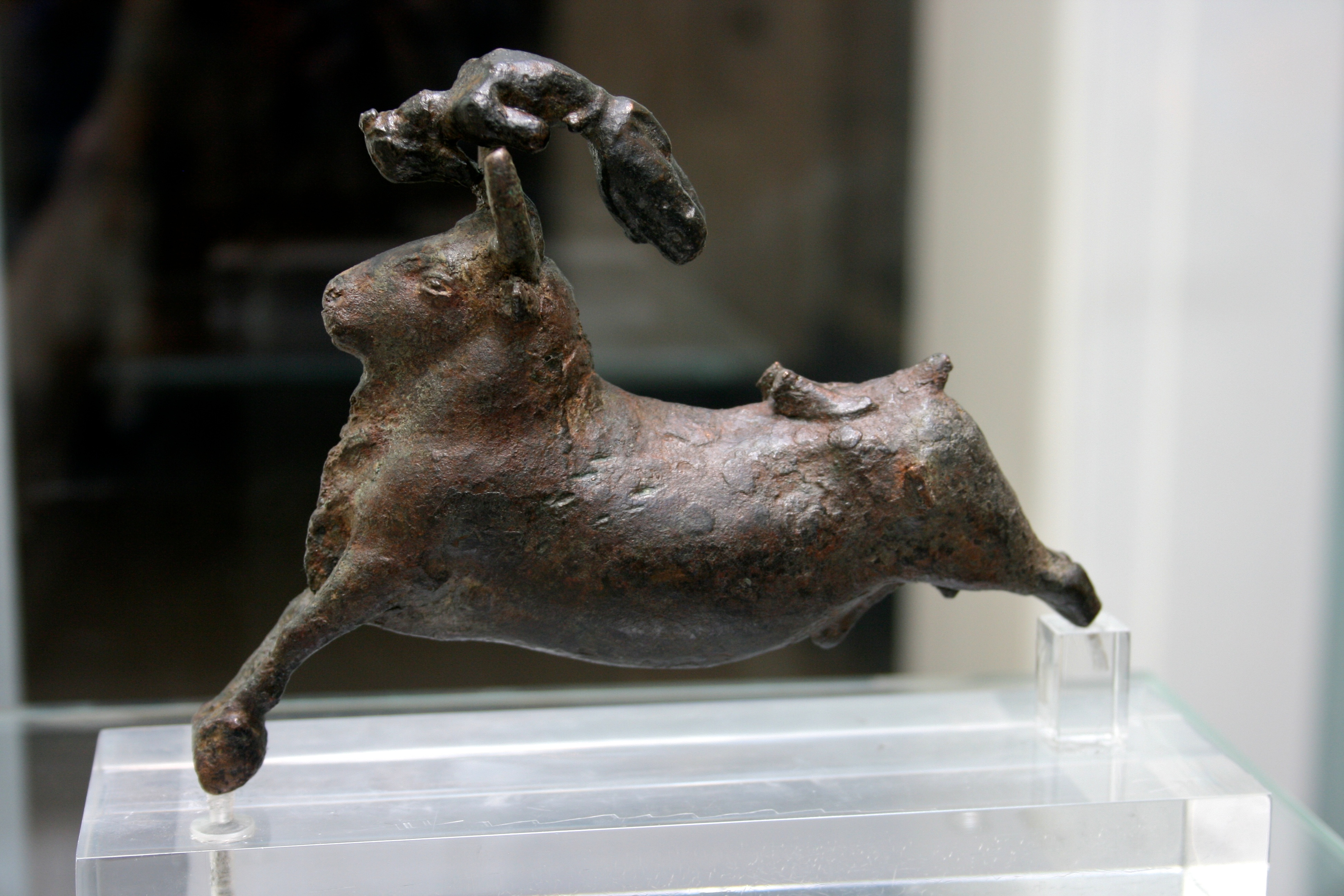
The Minoan Bull-leaper, skulptur vid British Museum.

Tjurhoppning är en sydeuropeisk och arabisk tradition och ritual som i viss mån lever kvar, och som under bronsåldern var ett vanligt motiv inom konsten. Särskilt framträdande var traditionen på minoiska Kreta, men den var spridd ända till Indusdalen. Ritualen består av att akrobaten gör olika hopp över tjuren och konsten avbildar denna tradition.

## Minoiska Kreta
Tjurhoppning tros vara en nyckelritual i den minoiska civilisationen under bronsåldern på Kreta.